# Bleona Qereti
Bleona Qereti (née le 14 mai 1979 en Albanie), aussi connue sous le nom de scène de Bleona, est une chanteuse et personnalité télévisée albanaise.
Depuis 2009, elle est basée aux États-Unis, où elle a travaillé avec des producteurs tels que Timbaland, Rodney Jerkins, et David Foster. Elle a sorti quatre disques depuis lors, Show Off, Without You et Pass Out, ce dernier coordonné par Timbaland. Le 10 septembre 2013 elle a sorti l'album Take It Like A Man.

## Biographie

### Enfance et jeunesse
Bleona est née en Albanie. À l'âge de 5 ans, elle a commencé à chanter et à jouer sur scène lors de festivals de musique albanais. Elle sort son premier disque, Lermeni (Libère moi) en 1996, et un an plus tard elle sort son premier album Kam Qejfin Tim (J'ai mes propres envies). La première tournée de Bleona a eu lieu la même année, et elle a chanté dans 25 spectacles d'été dans des salles en Suisse et en Allemagne. En 1997 également, elle a participé à une tournée de soutien au parti démocrate d'Albanie de Sali Berisha et sorti un clip vidéo pour la chanson Kam Qejfin Tim. Depuis lors elle a sorti environ une vidéo chaque année.
Alors qu'elle avait 13 ans, le père et la mère de Bleona ont commencé à la pousser à arrêter de chanter et à faire une école de commerce. Ses parents l'envoyèrent dans une école allemande pour apprendre la langue, et elle peut parler et chanter en anglais, en albanais, en italien, et en allemand. Elle a étudié la méthode Stanisklavski, a reçu un diplôme de l'école d'art dramatique de Tirana. Elle joue également du violon.
De 1999 à 2002 elle a sorti trois albums supplémentaires. En 1999, elle a fait une tournée humanitaire pour le Kosovo, avec des spectacles en Suède, à Paris et à Prague, et un concert à Düsseldorf.

### Take It Like A ManetLas Vegas Pride
En l'été 2013, Bleona a annoncé la sortie de son simple Take It Like A Man produit par StopWaitGo. Maximum Pop le qualifie d'« un morceau pour piste de danse qui crie “GIRL POWER” de tous ses poumons europop ».
Pour coïncider avec cette sortie, elle a figuré dans la Gay Pride de Las Vegas le 7 septembre 2013.

### Euros Of Hollywoodsur Bravo TV
En février 2014, elle a commencé à tourner une nouvelle série de téléréalité intitulée Euros of Hollywood (en), qui a été diffusée en novembre et décembre 2014 sur la chaine câblée américaine Bravo Television.

## Discographie

### Albums
- 1997 : Kam qejfin tim
- 2000 : Nëse më do fort
- 2001 : S'më bëhet vonë
- 2002 : Ik mëso si dashurohet
- 2003 : Ti nuk din as me ma... lyp
- 2005 : Per ty – Greatest Hits
- 2005 : Boom Boom
- 2007 : Mandarina

### Singles
- 2007 : Mandarin – featuring Hekuran Krasniqi & Genc Prelvukaj
- 2010 : Show Off – featuring Petey Pablo
- 2012 : Pass Out – featuring Timbaland & Brasco
- 2013 : Take it like a Man
- 2015 : Take you Over